# Solar Impulse
Solar Impulse est un avion solaire. C'est le premier avion à avoir effectué un tour du monde sans carburant ni émission polluante pendant le vol.
Appareil monoplace à moteurs électriques alimentés uniquement par l'énergie solaire, le prototype Solar Impulse 1 (HB-SIA) puis l'avion final Solar Impulse 2 (HB-SIB) ont été construits à partir de 2003 à l'initiative des Suisses Bertrand Piccard et André Borschberg, à l'École polytechnique fédérale de Lausanne. Double défi : aucun avion solaire avec un pilote à bord n'avait jusqu'ici réussi à voler durant une nuit complète. Et la conduite de Solar Impulse nécessite une grande vigilance de la part du pilote en l'absence de pilote automatique. 
Solar Impulse 2 décolle le 9 mars 2015 d'Abou Dabi avec des escales pour changer de pilote et présenter l’aventure au public ainsi qu'aux autorités politiques et scientifiques. Il achève avec succès son tour du monde le 26 juillet 2016, en atterrissant à Abou Dabi après avoir parcouru 43 041 km en 17 étapes uniquement grâce à l'énergie solaire.

## Organisation
Le projet est initié par :
- Bertrand Piccard, psychiatre et aéronaute suisse, vainqueur du premier tour du monde en ballon en 1999 avec le pilote britannique Brian Jones. La famille Piccard a réalisé antérieurement plusieurs premières dans le domaine de l'aéronautique : la capsule pressurisée et la première ascension stratosphérique en ballon (Auguste Piccard, grand-père de Bertrand Piccard), le premier record de plongée en bathyscaphe (accompli par Don Walsh, lieutenant de l'US Navy et commandant de bord, et Jacques Piccard, père de Bertrand) ;
- André Borschberg, pilote professionnel suisse d'avion et d'hélicoptère.

Lancé en 2003, il fonctionne avec une équipe de 70 personnes en 2012, puis de 150 personnes environ en juillet 2016.
La réalisation du projet est aussi assurée par une centaine de partenaires, instituts de recherche et PME :
- premier partenaire : Semper Gestion, à l'époque dirigée par Éric Freymond, est le premier supporter officiel à avoir soutenu le projet dès 2004 ;
- partenaires principaux : ABB, entreprise helvético-suédoise dont le siège social est basé à Zurich, Solvay, groupe belge fondé par Ernest Solvay, Omega, société suisse d'horlogerie appartenant à Swatch Group, Deutsche Bank et Schindler ;
- partenaires officiels : Bayer MaterialScience, Altran Technologies, Swisscom et Swiss Re.

L'École polytechnique fédérale de Lausanne (EPFL) est sa conseillère scientifique officielle, le groupe Altran et Dassault Aviation ses consultants aéronautiques.
Solar Impulse bénéficie également depuis avril 2008 du parrainage de la Commission européenne. L'avion a été décrit dans divers ouvrages universitaires.

## Technologie
La démarche de Solar Impulse est à la fois scientifique et technologique, par toutes les recherches qu’elle implique. Ce défi technologique est aussi celui d'une innovation industrielle, sans parler de la prouesse sportive réalisée par les pilotes.
Le Solar Impulse est fondé sur des technologies devenues matures au début du XXIe siècle, comme les cellules photovoltaïques, les batteries au lithium-polymère et les matériaux ultra légers en fibre de carbone. Pour que le projet aboutisse, chaque élément de l'avion a été conçu et optimisé pour réduire la masse de l'avion, augmenter son aérodynamisme, réduire sa consommation d'énergie et maximiser le rendement des cellules photovoltaïques,,.
Bien que ces avions puissent fonctionner sans source d'énergie extérieure, leurs développement, fabrication et maintenance font appel à des énergies fossiles. De plus les faibles performances en termes de charge utile et vitesse des avions solaires rendent les applications pratiques peu probables dans un futur proche.
- Structure et matériaux : Solar Impulse est construit autour d'un squelette en matériau composite (fibre de carbone et nid d’abeille en sandwich). La surface inférieure des ailes est revêtue d’un film souple et la surface supérieure est couverte de cellules solaires SunPower encapsulées.

- Système de propulsion : Sous les ailes sont fixées quatre nacelles, contenant chacune un moteur électrique conçu par la société ETEL, une batterie de 70 accumulateurs, un système de gestion de la charge/décharge (BMS) et de la température. L'isolation thermique a été conçue pour conserver la chaleur produite par les batteries et garantir leur fonctionnement malgré les températures de l'ordre de −40 °C rencontrées à 8 500 m. Chaque moteur a une puissance maximale de 7,35 kW (10 ch). Les hélices bipales, de 3,50 m de diamètre, tournent à une vitesse de 200 à 400 tr/min.

- Énergie solaire : Les 17 248 cellules photovoltaïques en silicium monocristallin sont ultrafines (166 µm)[réf. souhaitée]. Elles ont été sélectionnées pour leur rapport optimal[réf. souhaitée] poids/rendement. L’énergie contenue dans les batteries et l'énergie emmagasinée en prenant de l'altitude durent jusqu’au lever du soleil et permettent à l’avion de poursuivre sa mission[6].

- Capacité de stockage: Avec une densité énergétique de 200 Wh/kg en 2012 (260 en 2015), les accumulateurs nécessaires pour le vol de nuit pèsent 400 kg (plus du quart de la masse totale de l'avion). Ce paramètre oblige à réduire drastiquement la masse du reste de l’avion, à optimiser toute la chaîne énergétique et à maximiser le rendement aérodynamique par un grand allongement et un profil d’aile conçu pour les basses vitesses.

- Autonomie : L'autonomie de vol de l'avion Solar Impulse est théoriquement perpétuelle. Elle est néanmoins contrainte par son pilote : nécessité d'emporter des vivres (eau, nourriture) de l'oxygène pour respirer dans les plus hautes altitudes, et le cumul de fatigue (cinq jours de vol) alors qu'une inclinaison de 5° de l'assiette de l'avion risque sa chute. Elle est également contrainte par la météo : Solar Impulse doit éviter au maximum les nuages, la pluie, les turbulences, et sa faible vitesse 62 km/h ne lui permet pas de lutter contre un vent contraire. Des conditions météo particulières sont donc requises.

- Pilotage : Aucun avion solaire avec un pilote à bord n'avait réussi à passer une nuit en vol et, en l'absence de pilote automatique, la conduite de l'appareil nécessite une grande vigilance de la part du pilote. Le prototype ne peut pas effectuer un virage avec une inclinaison supérieure à 5°, du fait de sa très grande envergure et de sa faible vitesse. Si tel était le cas, la voilure pourrait décrocher et la situation serait irrécupérable[7]. André Borschberg précise qu'il "ne se pilote ni comme un avion traditionnel, ni comme un planeur et est difficilement manœuvrable"[8]. L'avion doit éviter au maximum les nuages, la pluie, les turbulences, et sa faible vitesse 62 km/h ne lui permet pas de lutter contre un vent moyen[9].

## Solar Impulse 1 (HB-SIA)

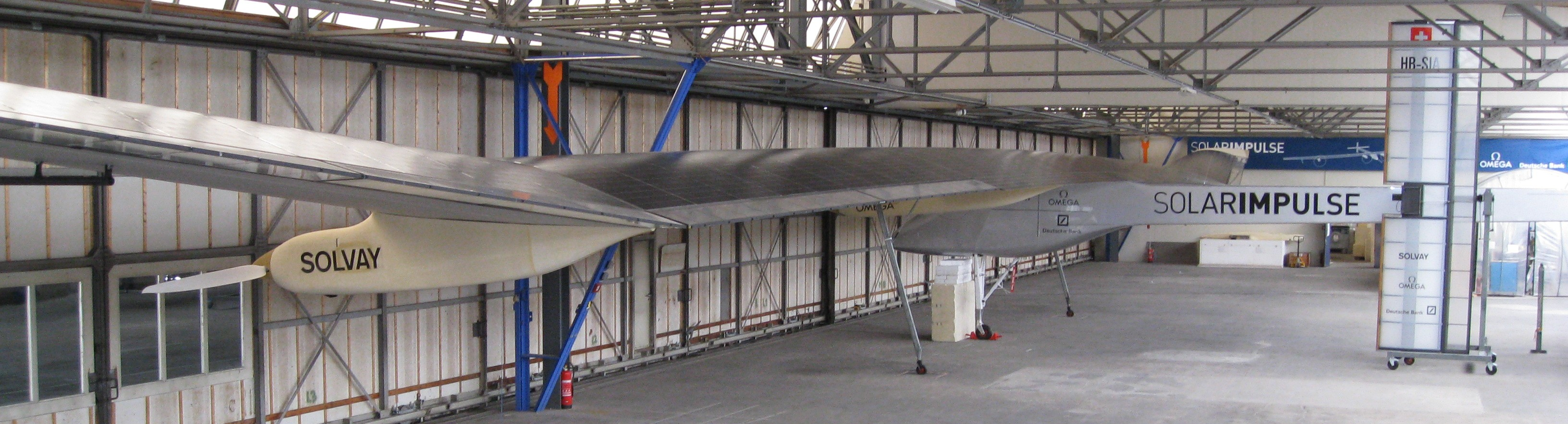
Prise de vue de l'avion prototype dévoilé le 26 juin 2009 à Dübendorf.

Le prototype du premier avion, HB-SIA, pèse 1 600 kg pour une envergure de 63,4 m. Dépourvu de cabine pressurisée, il a pour mission de vérifier par l’expérience les hypothèses de travail ainsi que de valider la sélection des technologies et procédés de construction.

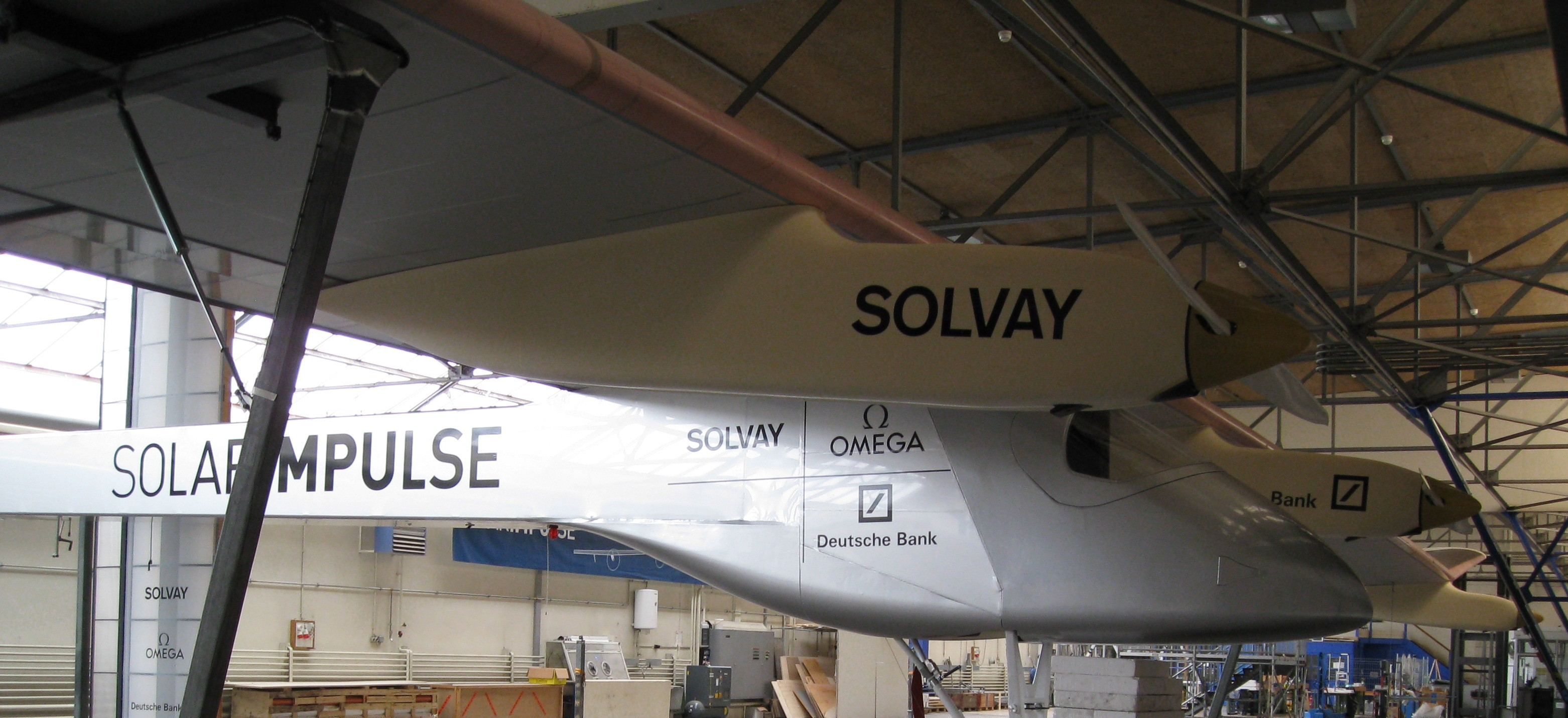
Cockpit du prototype Solar Impulse HB-SIA.

Des capteurs solaires aux hélices, la chaîne de propulsion de Solar Impulse est optimisée pour avoir le rendement le plus élevé possible. Son design a été pensé pour résister aux conditions hostiles que subissent les matériaux et le pilote en haute altitude, en intégrant les contraintes de poids aux impératifs de résistance.
| Immatriculation                   | HB-SIA |
| Avion                             | Prototype |
| Envergure                         | 63,40 m |
| Longueur                          | 21,85 m |
| Hauteur                           | 6,40 m |
| Masse                             | 1 600 kg |
| Motorisation                      | 4 moteurs électriques de 10 ch chacun |
| Cellules photovoltaïques (nombre) | 11 628 : (10 748 sur l’aile, 880 sur le stabilisateur horizontal) - Rendement : ? - Surface totale : ? - Production totale maximale par beau temps : ? |
| Vitesse moyenne                   | 70 km/h |
| Plafond                           | 8 500 m (Altitude maximale 12 000 m, soit 39 000 pieds)                                                                                                |
| Date de présentation publique     | 26 juin 2009 |

## Solar Impulse 2 (HB-SIB)

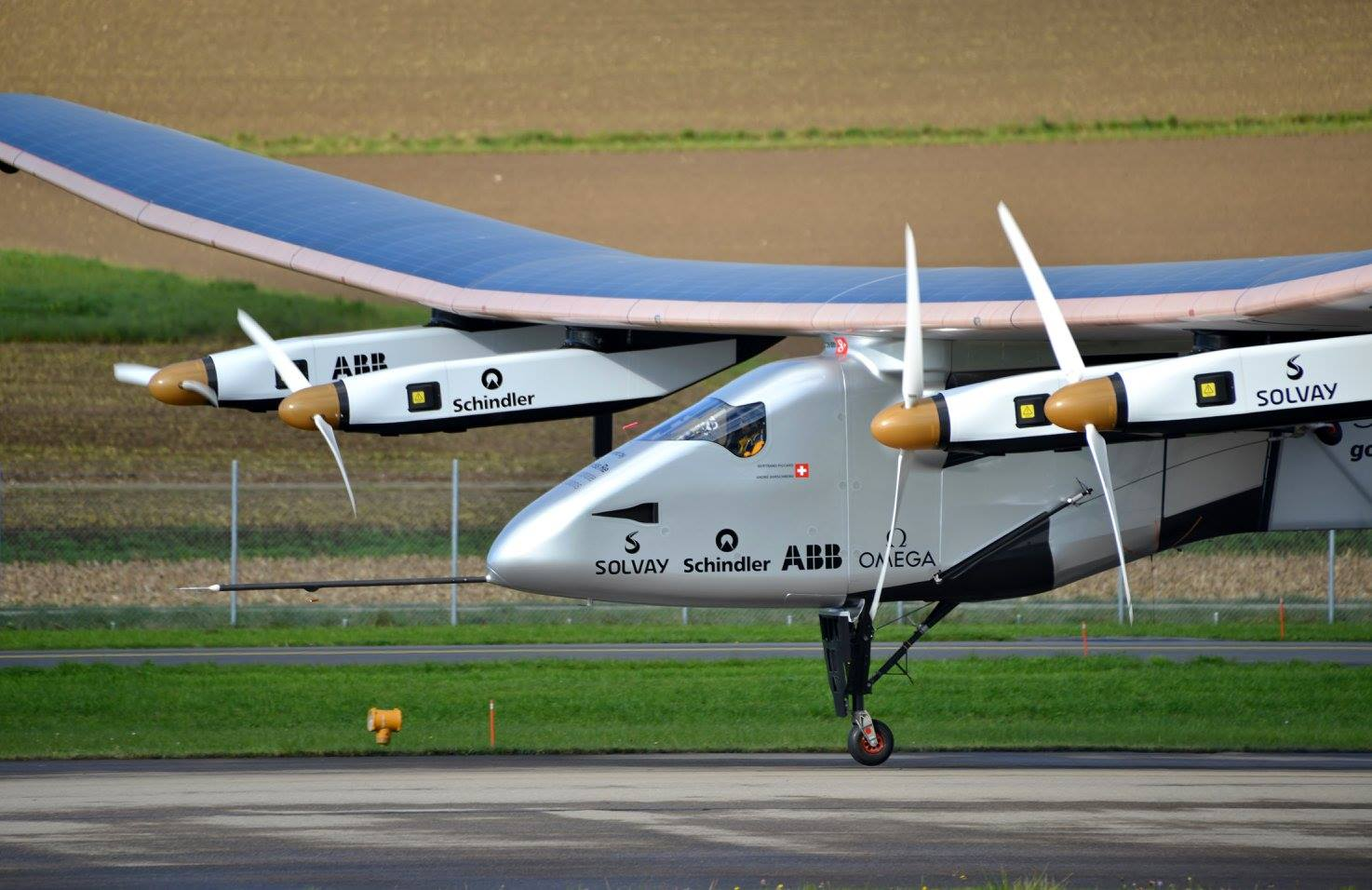
Solar Impulse SI2 à Payerne le 13 novembre 2014.

À partir de 2012, réalisation d'un deuxième avion, immatriculé HB-SIB. Ce dernier n'a pas de cabine pressurisée mais les pilotes pourront s'allonger complètement et pourront effectuer des missions de longue durée, des traversées sans escale d'un continent et de l'océan Atlantique.
L'appareil, baptisé SI2 et immatriculé HB-SIB, reprend les caractéristiques du prototype, avec des dimensions un peu plus grandes, et reste monoplace, et non biplace comme il avait un temps été envisagé.
| Immatriculation                   | HB-SIB |
| Avion                             | Version définitive |
| Envergure                         | 72,30 m |
| Longueur                          | 22,40 m |
| Hauteur                           | 6,37 m |
| Masse                             | 2 300 kg |
| Motorisation                      | 4 moteurs électriques de 17,5 ch chacun                                                                                      |
| Cellules photovoltaïques (nombre) | 17 248 : - Rendement : 22,7 % ; - Surface totale : 269,5 mètres carrés - Production totale maximale par beau temps : 340 kWh |
| Vitesse de décollage :            | 35 km/h |
| Vitesse de croisière :            | 90 km/h de jour, 60 km/h de nuit                                                                                             |
| Plafond                           | 9 000 m |
| Date de présentation publique     | 2 juin 2014 |

## Étapes du projet

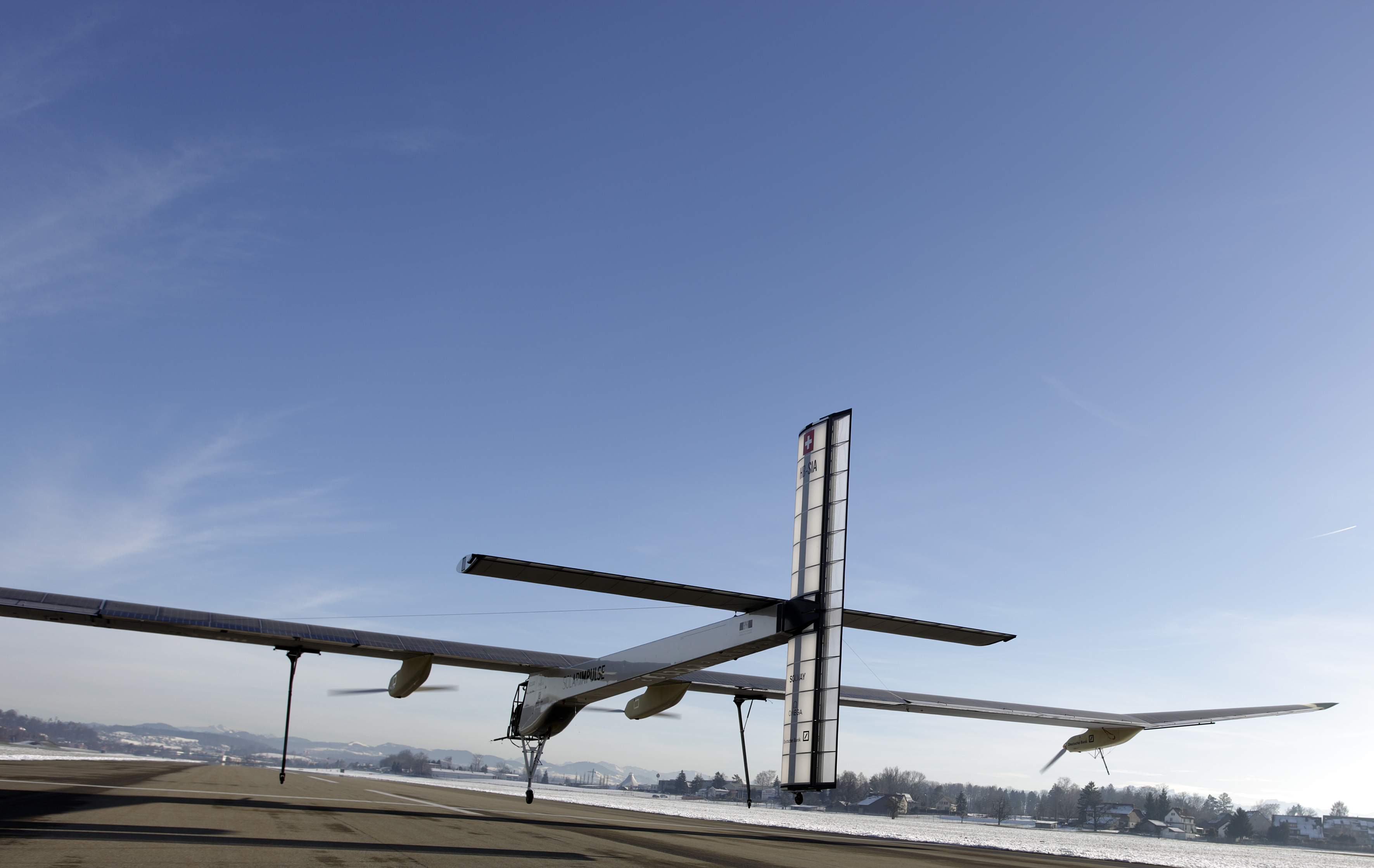
Solar Impulse (HB-SIA) décolle pour la première fois le 3 décembre 2009 à Dübendorf.

- 1999 : premières réflexions de Bertrand Piccard sur le projet Solar Impulse.
- 2003 : rencontre avec André Borschberg, un des deux pilotes, et Éric Freymond, directeur de Semper Gestion et premier investisseur du projet[15] ; étude de faisabilité à l’École polytechnique fédérale de Lausanne (EPFL) et annonce du défi, soit le tour du Monde à l'énergie solaire en 2009[16].
- 2004-2006 : développement du concept.
- 2007-2008 : conception et fabrication du prototype immatriculé HB-SIA (Hotel Bravo Sierra India Alpha, HB faisant référence au préfixe d’immatriculation aéronautique de la Suisse, et les lettres SI correspondent à l'abréviation de Solar Impulse).
- 26 juin 2009 : présentation du premier prototype de Solar Impulse HB-SIA à Dübendorf.
- 7 avril 2010 : premier vol d'essai de 87 min à l'aérodrome militaire de Payerne.
- du 7 au 8 juillet 2010 : premier vol de 26 h 9 min sans interruption (vitesse moyenne de 23 nœuds, altitude maximum 28 000 pieds), incluant une nuit entière[17].
- 13 mai 2011 : premier vol international du HB-SIA entre l'aérodrome militaire de Payerne (Suisse) et l’aéroport de Bruxelles (Belgique). Piloté par André Borschberg, l'avion a parcouru 630 km durant 13 heures, à la vitesse moyenne d'environ 50 km/h et à une altitude d'environ 12 000 pieds[18].
- 14 juin 2011 : invité au Salon international de l'aéronautique et de l'espace de Paris-Le Bourget, Solar Impulse a rejoint l'aéroport Paris-Le Bourget, en ayant au préalable chargé ses batteries avec le courant industriel belge. Piloté par André Borschberg, l'avion a décollé de Bruxelles à 5 h 5. Après 16 h 5 min de vol, l'avion a atterri à l'aéroport du Bourget à 21 h 15.
- 2012-2013 : construction du deuxième prototype Solar Impulse 2 immatriculé HB-SIB (Hotel Bravo Sierra India Bravo).
- Du 21 au 24 février 2012, André Borschberg effectue un vol de 72 heures dans un simulateur grandeur nature pour préparer le tour du monde[19].
- 25 mai 2012 : André Borschberg, à bord de Solar Impulse 1 HB-SIA, relie Payerne à Madrid-Barajas en 17 h 3 min.
- 5 juin 2012 : Bertrand Piccard poursuit vers Rabat, où il atterrit sur l'aéroport de Rabat-Salé après 18 h 30 min de vol.
- 21 juin 2012 : après un premier essai (13 juin 2012), André Borschberg a finalement rallié la destination finale de cette mission, l'aéroport de Ouarzazate, où a été inaugurée la centrale solaire Noor développée par l'Agence marocaine de l'énergie solaire (MASEN).
- 3 mai 2013 : Bertrand Piccard accomplit la première étape de la mission Across America, un vol de dix-huit heures de San Francisco à Phoenix.
- 6 juillet 2013 : Solar Impulse 1 (HB-SIA) réalise la dernière étape de la traversée des États-Unis d'ouest en est, Washington – New York. C'est aussi le dernier vol de Solar impulse 1 (HB-SIA), qui est mis à la retraite à partir de ce jour-là ; il sera démonté et rapatrié par avion cargo en Suisse à Dubendorf. Solar Impulse (HB-SIA) a ainsi plus de 400 heures de vol à son actif.
- 8 décembre 2013 : André Borschberg, le pilote de Solar Impulse, s'abîme avec son hélicoptère Robinson R44 sur le glacier du Brenay (en) à Arolla, dans le val d'Hérens (Valais, Suisse). Il s'en sort miraculeusement indemne[20].
- 2014 : le premier avion Solar Impulse 1 (HB-SIA) est mis en vente, le sponsor Solvay le rachète.
- 31 mars 2015 : Solar Impulse 1 (HB-SIA) est exposé à la Cité des sciences et de l'industrie à Paris.
- 8 février 2014 : Solar Impulse 2 (HB-SIB) est livré en pièces détachées par camion à l'aérodrome de Payerne ; le premier convoi arrive à 16 h dans le hangar.
- 9 avril 2014 : la présentation officielle du second prototype Solar Impulse 2 (HB-SIB) a lieu à l'aérodrome militaire de Payerne en Suisse.
- 2 juin 2014 : Solar Impulse 2 réalise son premier vol d'essai sur la base militaire de Payerne en Suisse ; au pilotage se trouve Markus Scherdel, pilote d'essai allemand, qui a réalisé les premiers vols de Solar Impulse 1 (HB-SIA).
- 1er novembre 2014 : Solar Impulse 2 décolle à 16 h 11 après avoir attendu que la brume sur la plaine de la Broye se dissipe. Bertrand Piccard est aux commandes pour la seconde fois ; une heure plus tard c'est le retour car la brume se réinstalle sur la base aérienne de Payerne. Une vingtaine de personnes sont présentes sur le monticule qui jouxte la piste[réf. nécessaire].

## Réalisation du Tour du monde
| Trajet | Date départ                                    | Date arrivée              | Départ                             | Destination                                           | Distance | Temps de vol | Vitesse moyenne | Pilote           |
| ------ | ---------------------------------------------- | ------------------------- | ---------------------------------- | ----------------------------------------------------- | -------- | ------------ | --------------- | ---------------- |
| 1      | 9 mars 2015 03:12 GMT                          | 9 mars 2015 16:14 GMT     | Abou Dabi, ÉAU                     | Mascate, Oman                                         | 733 km   | 13 h 2 min   | 56,3 km/h       | André Borschberg |
| 2      | 10 mars 2015 02:35 GMT                         | 10 mars 2015 17:55 GMT    | Mascate, Oman                      | Ahmedabad, Inde                                       | 1 434 km | 15 h 20 min  | 93,5 km/h       | Bertrand Piccard |
| 3      | 18 mars 2015 01:48 GMT                         | 18 mars 2015 15:04 GMT    | Ahmedabad, Inde                    | Varanasi, Inde                                        | 1 170 km | 13 h 15 min  | 89,43 km/h      | André Borschberg |
| 4      | 18 mars 2015 23:32 GMT                         | 19 mars 2015 13:21 GMT    | Varanasi, Inde                     | Mandalay, Birmanie                                    | 1 536 km | 13 h 29 min  | 103,9 km/h      | Bertrand Piccard |
| 5      | 29 mars 2015 21:06 GMT                         | 30 mars 2015 17:35 GMT    | Mandalay, Birmanie                 | Chongqing, Chine                                      | 1 450 km | 20 h 29 min  | 70,8 km/h       | Bertrand Piccard |
| 6      | 20 avril 2015 22:06 GMT                        | 21 avril 2015 15:28 GMT   | Chongqing, Chine                   | Nankin, Chine                                         | 1 241 km | 17 h 22 min  | 71,46 km/h      | Bertrand Piccard |
| 7      | 30 mai 2015 18:41 GMT                          | 1er juin 2015 14:49 GMT   | Nankin, Chine                      | Nagoya, Japon                                         | 2 852 km | 44 h 9 min   | 64,6 km/h       | André Borschberg |
| 8      | 28 juin 2015 18:03 GMT                         | 3 juillet 2015 15:54 GMT  | Nagoya, Japon                      | Hawaï, É.-U.                                          | 7 212 km | 117 h 52 min | 61,19 km/h      | André Borschberg |
| 9      | 21 avril 2016 16:15 GMT[source insuffisante]   | 24 avril 2016 06:44 GMT   | Honolulu, Hawaï, É.-U.             | San Francisco[source insuffisante], Californie, É.-U. | 4 707 km | 62 h 29 min  | 75 km/h         | Bertrand Piccard |
| 10     | 2 mai 2016 12:03 GMT[source insuffisante]      | 3 mai 2016 05:55 GMT      | San Francisco, Californie, É.-U.   | Phoenix, Arizona, É.-U.                               | 1 113 km | 15 h 52 min  | 70,14 km/h      | André Borschberg |
| 11     | 12 mai 2016 10:05 GMT[source insuffisante]     | 13 mai 2016 04:15 GMT     | Phoenix, Arizona, É.-U.            | Tulsa, Oklahoma, É.-U.                                | 1 570 km | 18 h 10 min  | 86,42 km/h      | Bertrand Piccard |
| 12     | 21 mai 2016 09:22 GMT[source insuffisante]     | 22 mai 2016 01:56 GMT     | Tulsa, Oklahoma, É.-U.             | Dayton, Ohio, É.-U.                                   | 1 113 km | 16 h 34 min  | 67,18 km/h      | André Borschberg |
| 13     | 25 mai 2016 08:00 GMT[source insuffisante]     | 26 mai 2016 00:49 GMT     | Dayton, Ohio, É.-U.                | Lehigh Valley, Pennsylvanie, É.-U.                    | 1 044 km | 16 h 47 min  | 62,20 km/h      | Bertrand Piccard |
| 14     | 11 juin 2016 03:18 GMT[source insuffisante]    | 11 juin 2016 07:59 GMT    | Lehigh Valley, Pennsylvanie, É.-U. | New York, New York, É.-U.                             | 265 km   | 4 h 41 min   | 56,59 km/h      | André Borschberg |
| 15     | 20 juin 2016 06:30 UTC[source insuffisante]    | 23 juin 2016 05:38 UTC    | New York, New York, É.-U.          | Séville, Espagne                                      | 6 765 km | 71 h 8 min   | 88,1 km/h       | Bertrand Piccard |
| 16     | 11 juillet 2016 04:20 UTC[source insuffisante] | 13 juillet 2016 07:10 UTC | Séville, Espagne                   | Le Caire, Égypte                                      | 3 745 km | 50 h 50 min  | 73,5 km/h       | André Borschberg |
| 17     | 23 juillet 2016 23:28 UTC[source insuffisante] | 26 juillet 2016 00:05 UTC | Le Caire, Égypte                   | Abou Dabi, ÉAU                                        | 2 694 km | 48 h 37 min  | 55,5 km/h       | Bertrand Piccard |

Détails :
- 9 mars/juillet 2015 : tentative de tour du monde en plusieurs étapes de Solar Impulse 2[34] décollant puis atterrissant depuis Abou Dabi après un tour du monde, prévoyant de l'accomplir en cinq mois environ dont vingt-cinq jours de vol effectif.
- 3 juillet 2015 : interruption de la mission à cause d'une panne sur ses batteries[35].
- 21 avril 2016 : après avoir été immobilisé pendant huit mois à Hawaï[36], l'avion reprend son tour du monde pour rallier la côte ouest des États-Unis[37].
- 24 avril 2016 : Solar Impulse 2 a bouclé la traversée du Pacifique et s'est posé sur la base aérienne de Moffett, au sud de San Francisco, en Californie juste avant minuit, heure locale (7 h 0 GMT), trois jours après son décollage jeudi d’Hawaï.
- 3 mai 2016 : Solar Impulse 2 a réalisé sa première étape américaine. Il survole la Californie du nord au sud, tangeante plus de 22 600 ft (6 899 mètres) au-dessus du village historique de Pioneertown, haut-lieu de tournages de westerns, dans les années 1940, avant d'arriver à Phoenix (Arizona).
- 23 juin 2016 : au terme d’un périple de 6 272 kilomètres au-dessus de l’océan Atlantique, l’avion Solar Impulse 2 a atterri jeudi 23 juin à Séville, dans le Sud de l’Espagne[38].
- Du 11 au 13 juillet : André Borschberg vole de Séville au Caire, en survolant les Pyramides avant d'atterrir.
- Enfin, le 24 juillet 2016 : Bertrand Piccard décolle du Caire pour la dernière étape. Il atterrit à Abou Dhabi le 26 juillet vers 0 h 5 UTC (4 h 5 à Abou Dhabi), achevant ainsi le premier tour du Monde en avion propulsé uniquement par l'énergie solaire.

## Autres projets
- Solar Impulse 3 est un projet qui pourrait prendre la forme d’un tour du monde cette fois sans escale, ou avec deux personnes à son bord au lieu d’une[39].
- Solar Ship est un avion cargo dont les ailes sont gonflées à l'hélium en cours de réalisation. Propulsé grâce à l'énergie solaire à l'image de Solar Impulse, il serait capable de transporter 10 tonnes de fret et de se déplacer à une vitesse de 100 km/h.
- SolarStratos est un projet d'un avion solaire biplace destiné à battre un record d'altitude, à plus de 25 000 m, jamais réalisé avec un avion à propulsion classique.